# إسكتلندا في العصور الوسطى

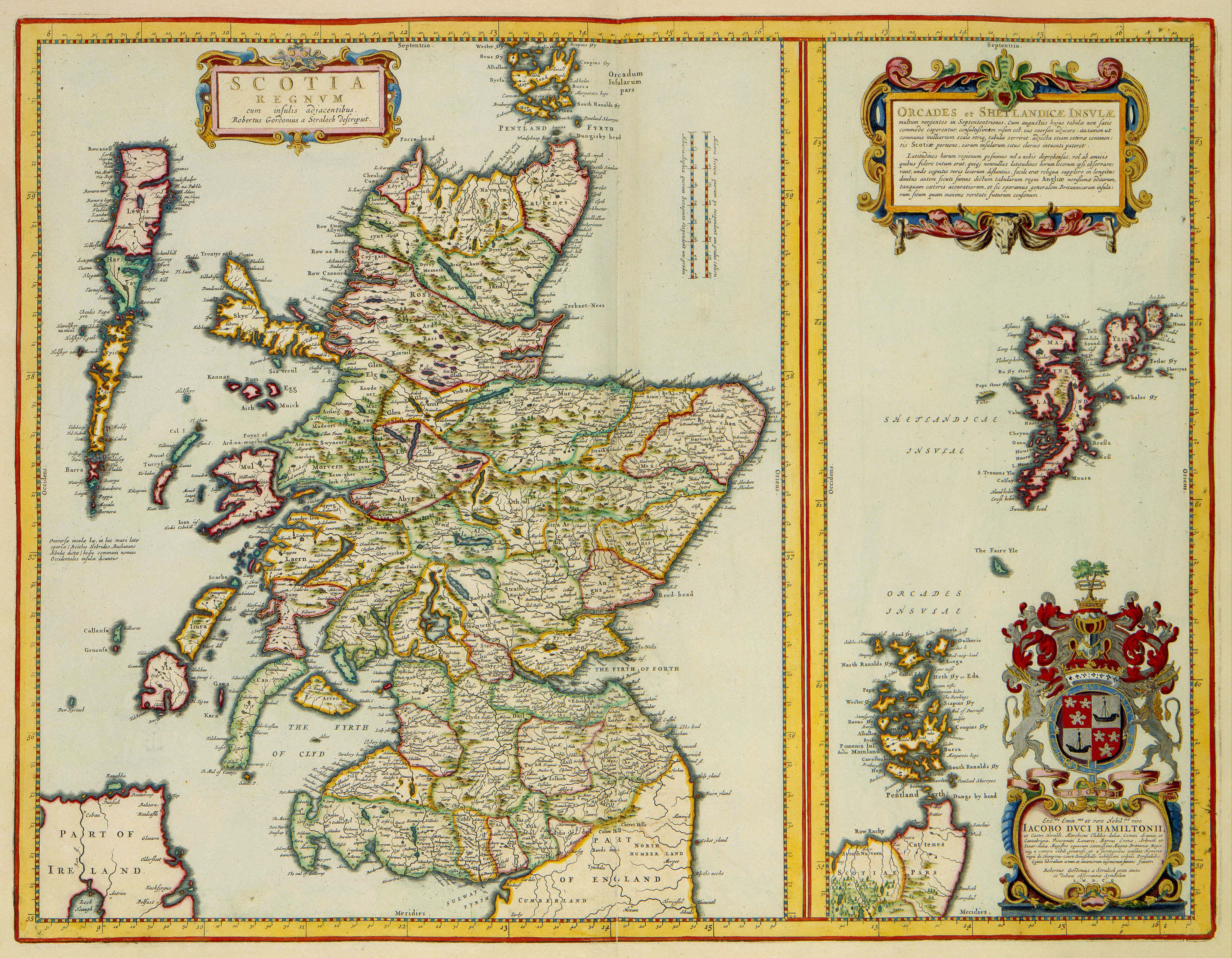

تُعنى اسكتلندا في العصور الوسطى بتاريخ اسكتلندا منذ رحيل الرومان إلى حين اعتماد المظاهر الرئيسية لعصر النهضة في أوائل القرن السادس عشر.
منذ القرن الخامس، قُسّم شمال بريطانيا إلى سلسلة من الممالك الصغيرة. من بين أهم هذه الممالك الأربع التي ظهرت، كان البيكتس، وغايلز دالريادا، وبريطونيو ستراثكلايد، ومملكة برنيسيا الأنجلوسكسونية، التي سيطرت عليها نورثمبريا لاحقًا. بعد وصول الفايكنغ في أواخر القرن الثامن، نُصّب الحكام وأُسّست المستعمرات الاسكندنافية على طول أجزاء من السواحل وفي الجزر.
في القرن التاسع، تجمّع الاسكتلنديون والبيكتيون في «بيت ألبين» لتشكيل مملكة ألبا موحّدة، ذات قاعدة بيكتية وتهيمن عليها الثقافة الغيلية. بعد عهد الملك ديفيد الأول في القرن الثاني عشر، أصبح الملوك الاسكتلنديون يُوصفون بالسكوتو نورمانيين، مفضلين بذلك الثقافة الفرنسية على الثقافة الاسكتلندية الأصلية. تمكّن ألكسندر الثاني وابنه ألكسندر الثالث من استعادة ما تبقى من الساحل الغربي، إذ توسّع إلى حين توقيع معاهدة بيرث مع النرويج في عام 1266.
بعد تعرّضها للغزو والاحتلال لفترة وجيزة، استعادت اسكتلندا استقلالها من إنجلترا بقيادة شخصيات من أبرزها: ويليام والاس في أواخر القرن الثالث عشر، وروبرت بروس في القرن الرابع عشر.
في القرن الخامس عشر في عهد أسرة ستيوارت، ورغم التاريخ السياسي المضطرب، بسط التاج سيطرة سياسية أكبر على حساب اللوردات المستقلين واستعاد معظم الأراضي التي فقدها وصولًا إلى حدود البلاد الحديثة تقريبًا. ومع ذلك، أدى «التحالف القديم» مع فرنسا إلى التعرّض لهزيمة ثقيلة للجيش الإسكتلندي في معركة فلودين في عام 1513 ووفاة الملك جيمس الرابع، والذي تلا حكمه في ما بعد صعود أقلية للحكم واستمرارها فيه فترة طويلة يسودها عدم الاستقرار السياسي. كانت الملكيّة الشكلَ الرئيسي للحكومة، وزاد تطورها في أواخر العصور الوسطى. مع وجود جيوش أكبر، وقوات بحرية، وتطوير المدفعية والتحصينات، تغيّر معيار الحرب وطبيعتها أيضًا.
سلّمت الكنيسة في اسكتلندا دائمًا بالسلطة البابوية (ما يتنافى مع مضمون المسيحية الكلتية)، وأدخلت الرهبانية، وتبنّت منذ القرن الحادي عشر الإصلاح الرهباني، وتطوير ثقافة دينية مزدهرة أكّدت استقلالها عن السيطرة الإنجليزية.
امتدت حدود اسكتلندا من مركزها في الأراضي المنخفضة الشرقية إلى حدودها المعاصرة تقريبًا. وفّرت الجغرافيا المتنوّعة والدرامية للأرض الحماية من الغزو، ولكنها سمحت بسيطرة مركزية محدودة. مع ظهور أول مجالس الحكم الذاتي التي بدأ إنشاؤها منذ القرن الثاني عشر، أُدخل الاقتصاد الرعوي الذي تعتمد عليه اسكتلندا اعتمادًا كبيرًا. ولربما بلغ عدد السكان ذروة المليون نسمة قبل وصول الموت الأسود في عام 1350. في أوائل العصور الوسطى، كان المجتمع منقسمًا بين عدد قليل من الأرستقراطيين، وأعداد أكبر من الأحرار والعبيد. اختفى الاسترقاق في القرن الرابع عشر، وكان هناك نمو في المجموعات الاجتماعية الجديدة.
حلّت الغيلية والإنجليزية القديمة والنوردية لاحقًا محل اللغتين البيكتية والكمبرية، وبرزت اللغة الغيلية لغةَ ثقافية رئيسية. منذ القرن الحادي عشر، أصبحت اللغة الفرنسية لغةً مستخدمة في البلاط، وفي أواخر العصور الوسطى، أصبحت اللغة الاسكتلندية، المشتقة من اللغة الإنجليزية القديمة، اللغةَ السائدة، واقتصر التحدث باللغة الغيلية إلى حد كبير على القاطنين في المرتفعات. أدخلت المسيحية اللغة اللاتينية والثقافة المكتوبة والأديرة كمراكز للتعلم. منذ القرن الثاني عشر، ازدادت الفرص التعليمية، ونما التعليم العادي، وتُوّج بقانون التعليم لعام 1496. حتى في القرن الخامس عشر، عندما حصلت اسكتلندا على مقاعد دراسية في ثلاث جامعات، كان على الاسكتلنديين الذين يسعون إلى متابعة تعليمهم العالي السفر إلى إنجلترا أو أوروبا، حيث اكتسب بعض الطلبة شهرة عالمية. بقي الأدب بجميع اللغات الرئيسية حاضرًا في العصور الوسطى المبكرة، مع ظهور الاسكتلندية لغةً أدبية رئيسية من خلال ملحمة جون باربر بروس (1375)، وتطوير شعراء البلاط ثقافةَ الشعر والأعمال النثرية الكبرى في وقت لاحق. استطاع الفن من العصور الوسطى المبكرة البقاء من خلال المنحوتات، والأعمال المعدنية، والكتب المزخرفة والمنمّقة، والتي ساهمت في تطوير الفن الجزيري على نطاق أوسع. لم ينجُ جزء كبير من أفضل الأعمال اللاحقة، ولكن هناك بعض الأمثلة الرئيسية، لا سيما العمل المكلّف بإنجازه في هولندا. كان لدى اسكتلندا تقليدها الموسيقي الشعبي، إذ كان الشعراء يلحّنون الموسيقا العلمانية ويؤلفونها ويؤدّونها، ومنذ القرن الثالث عشر، تأثّرت الموسيقا الكنسية تأثّرًا متزايدًا بالأشكال الأوروبية والإنجليزية.